# Nymphopsis anarthra
Nymphopsis anarthra là một loài nhện biển trong họ Ammotheidae. Loài này thuộc chi Nymphopsis. Nymphopsis anarthra được miêu tả khoa học năm 1928 bởi Loman.